# إنلايتنمينت
انلايتنمينت (بالإنجليزية: Enlightenment)‏ معنى الاسم "تنوير"، يعرف أحياناً بE، هو مدير نوافذ لنظام النوفذة س. يمكن استخدامه منفردًا أو مقترنًا ببيئة سطح مكتب مثل جنوم أو كدي. يستخدم تنوير في الأغلب كنظام بيئة سطح مكتب متكامل. توزيعة اي لايف تستخدم الواجهة كواجهة افتراضية لها.

## تاريخ
أصدر كارستن هايتزلر (بالإنجليزية: Carsten Haitzler)‏ النسخة الأولى من تنوير بتاريخ 30 أكتوبر 1996.
ظل تنوير تحت التطوير لأكثر من عقد من الزمن، آخرر إصدار ثابت له هو E16 1.0.0.
النسخة 0.17, والتي يشار لها بE17 أو DR17، هي قيد التطوير منذ ديسمبر 2000, وهي إعادة كتابة من البداية لDR16 وقد صممت بحيث تكون بيئة متكاملة، ومبنية على مكتبة أساس تنوير (EFL).

## المميزات

### DR16
بعض مزاياه هي ما يلي:

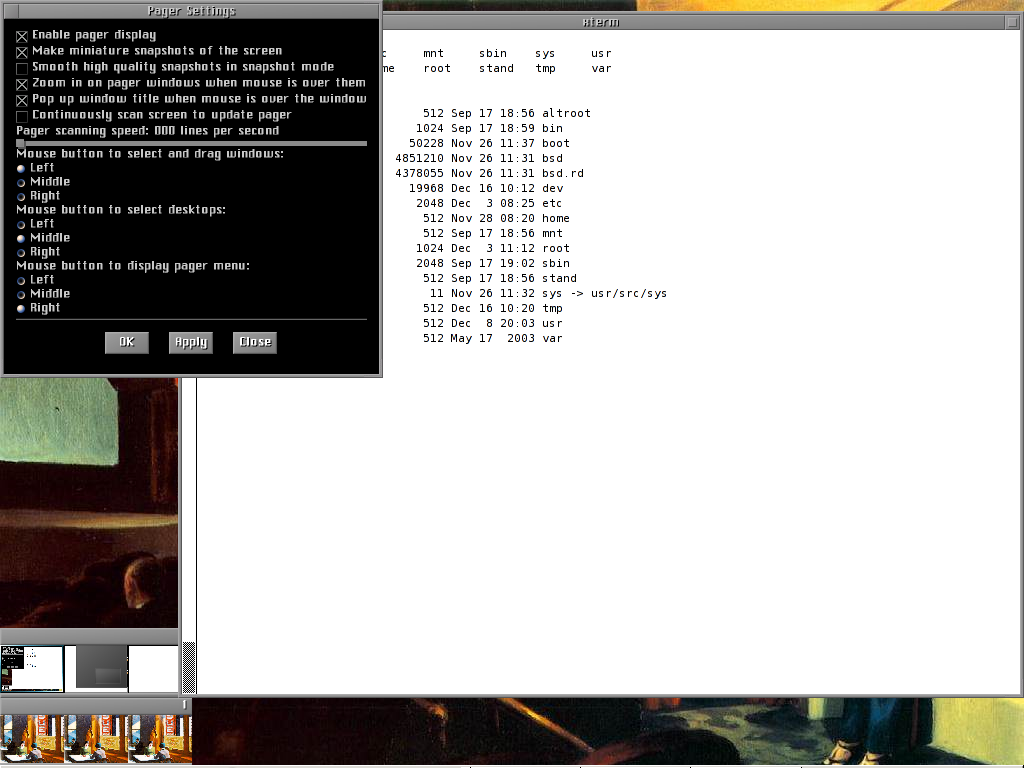
سطح المكتب تنوير، بمتصفح سطح مكتب، نافذة إعداد ومحاكي طرفية xterm

- يسمح لك تنوير بامتلاك شبكة من مساحات العمل تسمى أسطح المكتب الافتراضية، يمكن الانتقال بينها بدفع مؤشر الفأرة تجاه حافة الشاشة حتى يبدو سطح المكتب كانه ينزلق ليظهر الآخر، أقصى مساحة للشبكة تقدر ب8 أسطح مكتب رأسية في 8 أفقية، ويمكنك أن تملك حتى 32 شبكة (كلٌ له خلفية مختلفة) مما يجعلهم إجمالس 2048 مساحة سطح مكتب. يمكن لمستخدم تفعيل خريطة لأسطح المكتب، إذا ما شعر أنه فُقد، وتسمى متصفح سطح المكتب.
- شريط السحب (dragbar) الخاص بسطح المكتب يسمح له بالانزلاق للخلف ليظهر سطح المكتب 'الذي بالأسفل'. يستخدم فريق العمل التنظير بصفحات ورق مرصوص فوق بعضه البعض، بحيث يمكنك زلق إحداها لترى ما تحتها.
- تجميع النوافذ، وهي القابلية لتقسيم النوافذ إلى مجموعات بحيث يمكن تحريك، تغيير حجم، إغلاق إلخ.. كل نوافذ المجموعة معاً.
- الأيقنة، وهي تصغير نافذة بحيث تأخذ شكل أيقونة (شعار البرنامج) وتوضع في صناديق الأيقونات (iconboxes) والتي يمكن تحريكها على الشاشة.
- القابلية لتغيير حدود النوافذ (أو إزالة الحدود وشريط العنوان تماماً).
- يمكن للمستخدم عمل اختصارات لوحة المفاتيح للحركات التي يحتاجها بكثرة مثل تكبير أو تصغير النوافذ، بدء البرامج، التحرك بين أسطح المكتب، وحتى تحريك مؤشر الفأرة، وبالتالي يمكن استخدام تنوير كاملاً بلوحة المفاتيح فقط. e16keyedit هو برنامج رسومي يسهل عمل اختصارات لوحة المفاتيح.
- النسخ الأحدث تضم التأثيرات التركيبية، مثل التلاشي والشفافية.

أحد أهداف مدير النوافذ تنوير أن يكون قابل للإعداد على قدر المستطاع، وحتى ذلك الحد، يضم تنوير حوارات تخصيص لإعدادات التركيز، حركة النوافذ، التحجيم، التجميع وإعدادات الأماكن، الصوتيات، أسطح المكتب المتعددة، خلفية سطح المكتب، متصفح سطح المكتب، نصائح الأدوات (tooltip) واعدادات رفع النوافذ التلقائي. ويضم أيضاً حوار للتأثيرات الخاصة، مثل تأثير تموج سطح المكتب.

### نسخة 0.17
DR17 هو قيد التطوير، لكن المميزات الأساسية موجودة فيه بالفعل:
- القابلية لتغيير السمة بالكامل، سواء من القائمة أو من سطر أوامر تغيير السمة.
- مدير ملفات متضمن داخلياً
- الأيقونات على سطح المكتب
- شبكة أسطح المكتب الافتراضية
- تصميم مبني على وحدات يمكن تحميلها ديناميكياً، وتشمل الآتي:
  - Pager، متصفح سطح مكتب للتحويل بين الأسطح
  - iBar، لبدء البرامج
  - iBox، يحتفظ بالنوافذ المأيقنة
  - iTask NG، رصيف (dock) مثل الموجود في ماك أو أس إكس
  - Clock، ساعة تناظرية (عقارب)
  - Battery، ترصد حالة البطارية للحواسب المحمولة
  - CPUFreq، يرصد سرعة المعالج
  - Temperature، يرصد حرارة المجسات الداخلية
- رف (shelf) أو أكثر لوضع الأدوات (gadgets) على الشاشة
- خلفيات تفاعلية متحركة
- تظليل النوافذ، الأيقنة، تكبير ولصق النوافذ
- اختصارات لوحة مفاتيح قابلة للتعديل
- دعم التدويل
- تدعم كل معايير سطح المكتب، NetWM, ICCCM, فري دسكتوب.أورج.

## المطورين

### المطورين الأساسيين
- كارستن هايتزلر {إنج|Carsten Haitzler} قائد التطوير
- كيم وولدر {إنج|Kim Woelders} المحافظ على E16
- هشام ماردام بي {إنج|Hisham Mardam Bey}
- كريستوفر مايكل {إنج|Christopher Michael}

### غير نشطين
- جوف هاريسون {إنج|Geoff Harrison}